# Fujimoto Tatsuki Tanpenshū
Tatsuki Fujimoto Before Chainsaw Man (укр. «Фудзімото Тацукі до Людини-бензопили»), відома в Японії як Fujimoto Tatsuki Tanpenshū (яп. 藤本タツキ短編集, укр. «Короткі оповідання Фудзімото Тацукі») — японська двотомна антологічна збірка ван-шотів, написаних та проілюстрованих Фудзімото Тацукі. Два томи, 17-21 і 22-26, були випущені в жовтні та листопаді 2021 року відповідно.

## Огляд
Tatsuki Fujimoto Before Chainsaw Man складається з восьми перших ван-шотів, написаних та проілюстрованих Тацукі Фудзімото перед початком серіалізації манґи Людини-бензопили. Перший том, 17–21, включає: Niwa ni wa Niwa Niwatori ga ita (яп. 庭には二羽ニワトリがいた, Пара кудкудакаючих курей все ще кудкудакала на шкільному подвір'ї) (випущений у 2011 році); Sasaki-kun ga Juudan Tometa (яп. 佐々木くんが銃弾止めた, Сасакі зупинив кулю) (випущений у 2013 році); Koi wa Moumoku (яп. 恋は盲目, Любов сліпа) (випущений у 2013 році); і Shikaku (яп. シカク) (випущений у 2014 році). Том був виданий Shueisha 4 жовтня 2021 року.
Другий том, 22–26, включає: Ningyo Rhapsody (яп. 人魚ラプソディ, Рапсодія Русалоньки) (випущений у 2014 році); Me ga Sametara Onnanoko ni Natteita Yamai (яп. 目が覚めたら女の子になっていた病, Синдром Прокинувся-Дівчинкою) (випущений у 2017 році); Yogen no Nayuta (яп. 予言のナユタ, Наюта з Пророцтва) (випущений у 2015 році); та Imōto no Ane (яп. 妹の姉, Сестри) (випущений у 2018 році). Том вийшов 4 листопада 2021 року.

### Список томів
| 1. Пара кудкудакаючих курей все ще кудкудакала на шкільному подвір'ї (яп. 庭には二羽ニワトリがいた, Niwa ni wa Niwa Niwatori ga ita) 2. Сасакі зупинив кулю (яп. 佐々木くんが銃弾止めた, Sasaki-kun ga Juudan Tometa) 3. Любов сліпа (яп. 恋は盲目, Koi wa Moumoku) 4. Shikaku (яп. シカク) |

| 1. Рапсодія Русалоньки (яп. 人魚ラプソディ, Ningyo Rhapsody) 2. Синдром Прокинувся-Дівчинкою (яп. 目が覚めたら女の子になっていた病, Me ga Sametara Onnanoko ni Natteita Yamai) 3. Наюта з Пророцтва (яп. 予言のナユタ, Yogen no Nayuta) 4. Сестри (яп. 妹の姉, Imōto no Ane) |